# Dodecatheon hendersonii
Dodecatheon hendersonii är en viveväxtart som beskrevs av Samuel Frederick Gray. Dodecatheon hendersonii ingår i släktet Dodecatheon och familjen viveväxter.

## Underarter
Arten delas in i följande underarter:
- D. h. cruciatum
- D. h. hansenii
- D. h. hendersonii
- D. h. parvifolium

## Bildgalleri

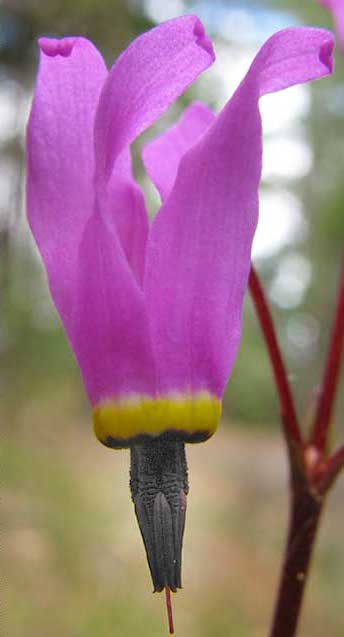
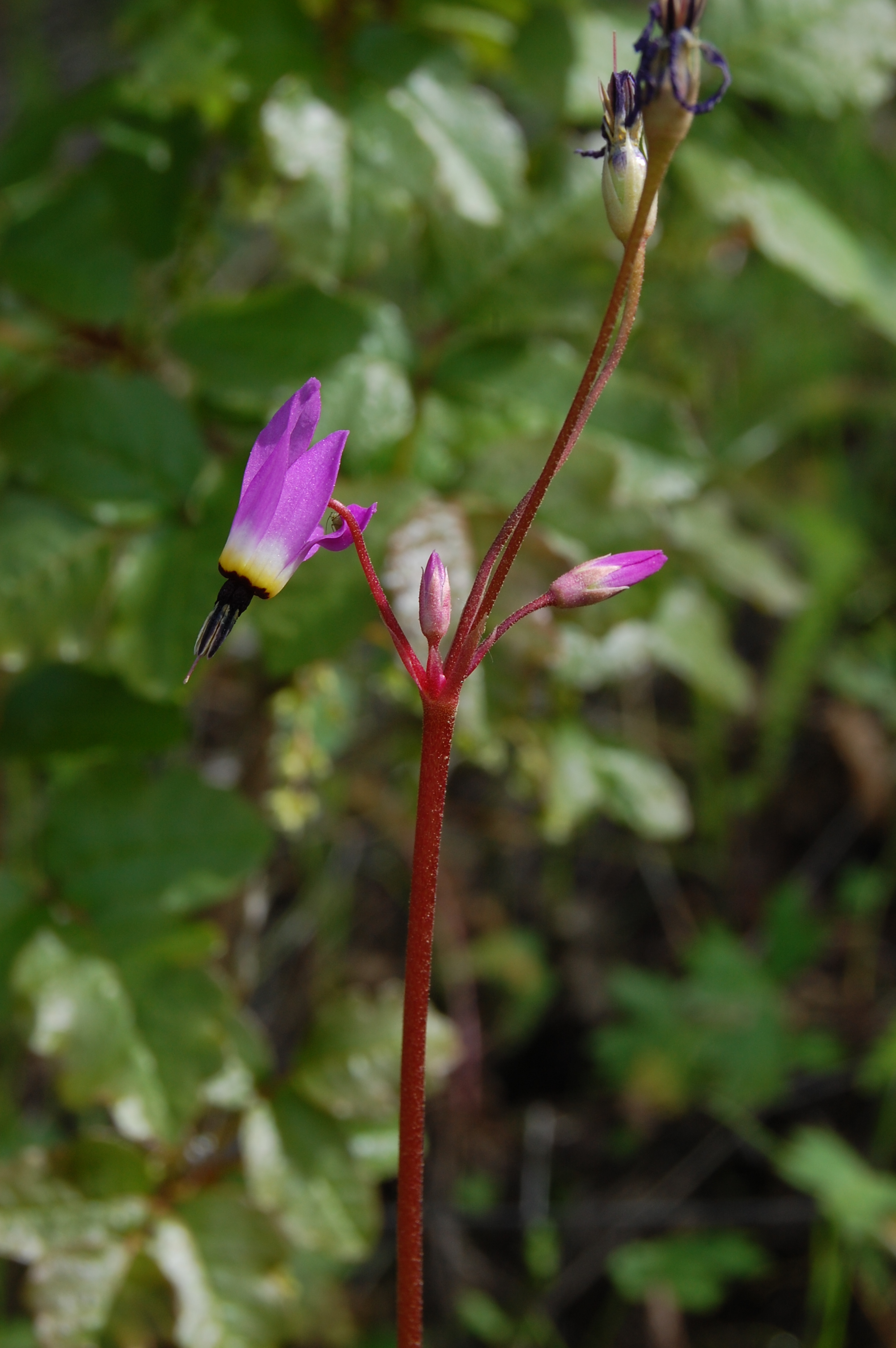
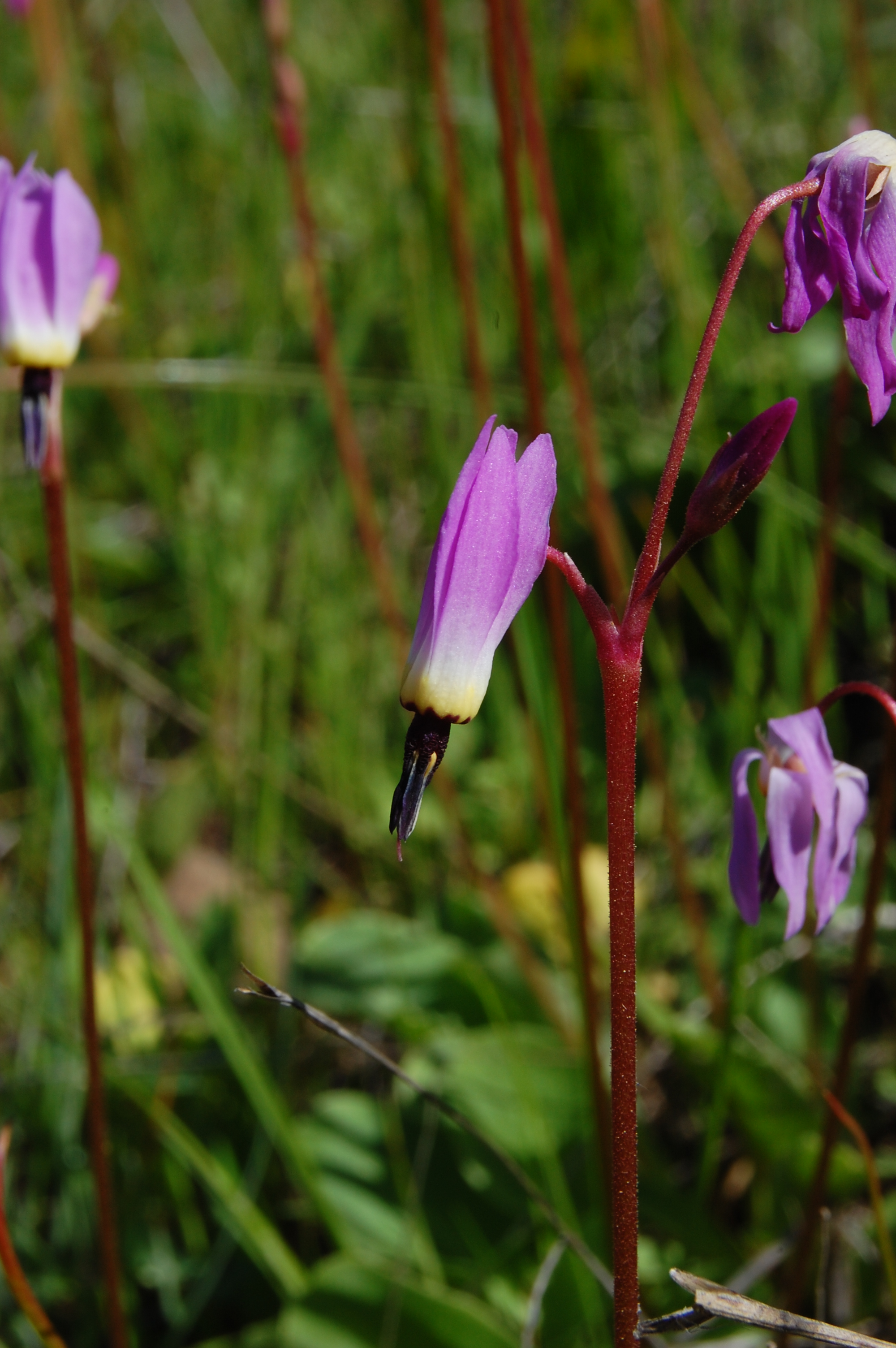
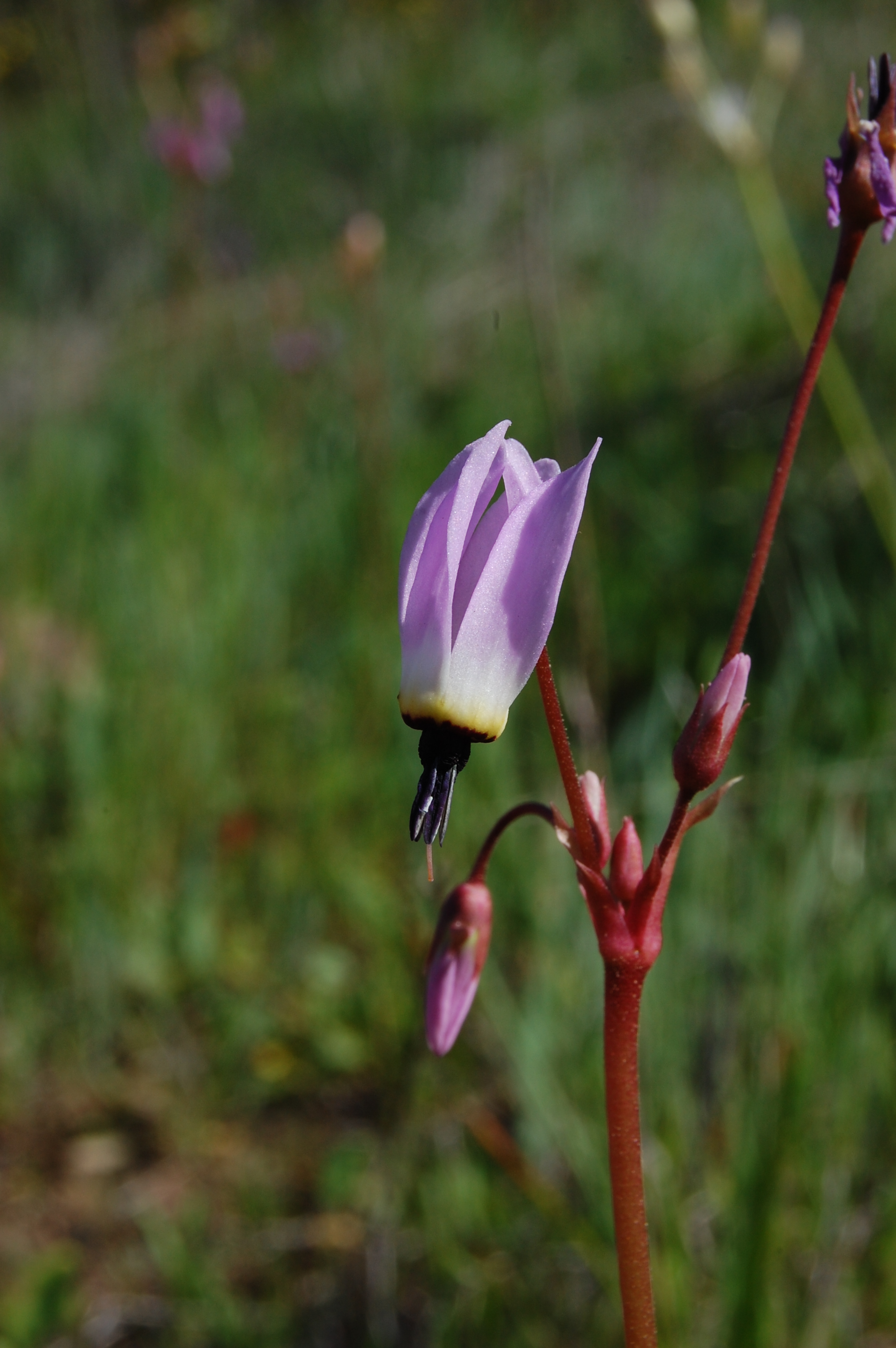
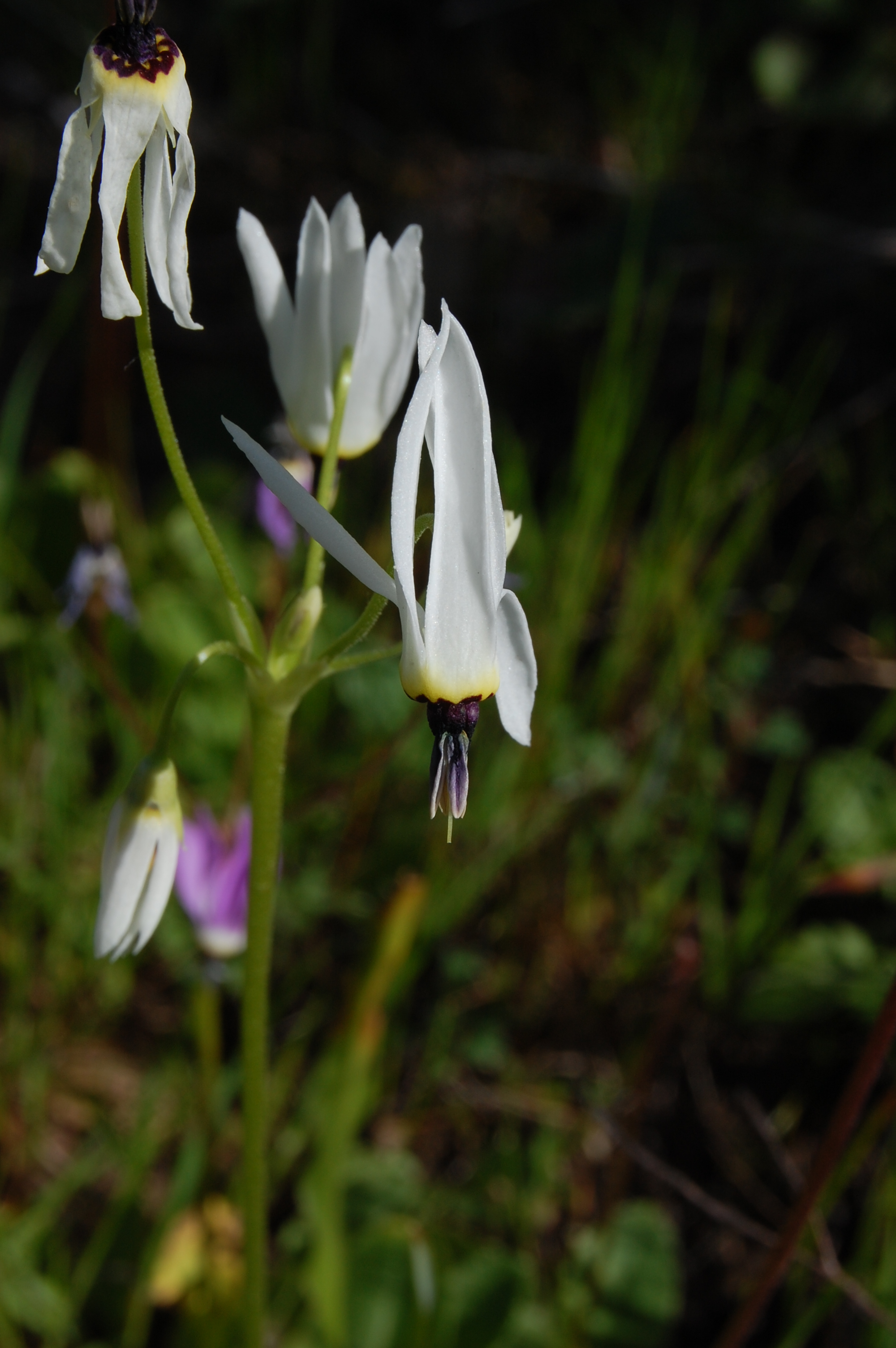
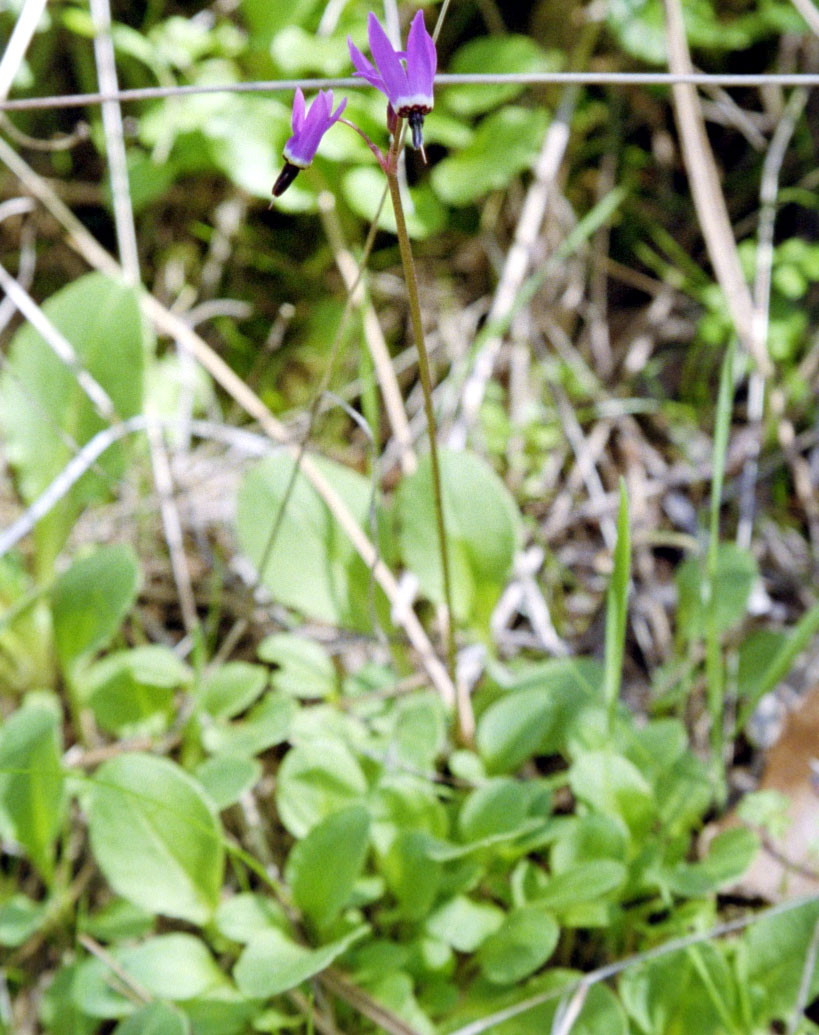